# Bazaarvoice
Bazaarvoice, Inc. ist ein US-amerikanischer Softwarehersteller der im Jahr 2005 von Brett A. Hurt und Brant Barton gegründet wurde. Das Unternehmen hat seinen Hauptsitz in der texanischen Stadt Austin und unterhält Büros in Amsterdam, London, München, Paris, Stockholm und Sydney (Stand 2012).
Die Aktien des Unternehmens werden seit dem 24. Februar 2012 an der Börse NASDAQ gehandelt.
Bazaarvoice ist im Bereich Online-Marketing tätig und bietet anderen Unternehmen seinen Dienst als Software as a Service an. Es hat sich auf User-Generated-Content spezialisiert, bei dem Kunden von Onlineshops Produkte bewerten und empfehlen können.
Das Unternehmen wächst sehr schnell, hat aber in seiner Geschichte bisher noch keinen Gewinn gemacht. (Stand März 2012) Der Umsatz wird zu mehr als zwei Drittel in den USA erwirtschaftet und stieg von 22,5 Millionen US-Dollar im Jahr 2009 auf 64,5 Millionen US-Dollar 2011.
Mitbegründer Brett Hurt hatte schon im Februar 1999 das Unternehmen Coremetrics gegründet, das im Bereich Web Analytics tätig ist und Mitte 2010 von IBM übernommen wurde.
Im September 2007 beteiligten sich die beiden Risikokapitalgesellschaften Battery Ventures und Austin Ventures mit neun Millionen US-Dollar an Bazaarvoice. Zuvor hatten schon First Round Capital und weitere dem Unternehmen Kapital zur Verfügung gestellt.
Die Übernahme des Unternehmens PowerReviews aus San Francisco wurde am 12. Juni 2012 abgeschlossen. Die Transaktion hatte ein Volumen von 168,2 Millionen US-Dollar.
Nach eigenen Abgaben hatte Bazaarvoice Ende Januar 2012 insgesamt 737 Kunden, davon 87 aus der Fortune 500-Liste.
Im Jahr 2017 wurde die Übernahme des Unternehmens durch Marlin Equity Partners beschlossen.